# Alphabet italien
L'alphabet italien est la variante de l'alphabet latin utilisée par la langue italienne. L'alphabet traditionnel contient les 21 lettres indiquées dans la table ci-dessous :
| Lettre | Nom     | API pour l'italien |
| ------ | ------- | ------------------ |
| A, a   | a       | /a/                |
| B, b   | bi      | /b/                |
| C, c   | ci      | /k/ ou /tʃ/        |
| D, d   | di      | /d/                |
| E, e   | e       | /e/ ou /ɛ/         |
| F, f   | effe    | /f/                |
| G, g   | gi      | /g/ ou /dʒ/        |
| H, h   | acca    | Lettre muette      |
| I, i   | i       | /i/ ou /j/         |
| L, l   | elle    | /l/                |
| M, m   | emme    | /m/                |
| N, n   | enne    | /n/                |
| O, o   | o       | /o/ ou /ɔ/         |
| P, p   | pi      | /p/                |
| Q, q   | cu      | /k/                |
| R, r   | erre    | /r/                |
| S, s   | esse    | /s/ ou /z/         |
| T, t   | ti      | /t/                |
| U, u   | u       | /u/ ou /w/         |
| V, v   | vi / vu | /v/                |
| Z, z   | zeta    | /dz/ ou /ts/       |

## La prononciation

### Voyelles
L'alphabet italien contient 5 voyelles : a, e, i, o et u. De celles-ci, seul le « a » n'a qu'une sonorité possible, alors que toutes les autres en ont deux. De plus, les lettres « e » et « i » changent la prononciation du « c » ou du « g » placé devant (voir ci-dessous).
Dans les syllabes appuyées par l'accent tonique, la lettre « e » représente les sons /ɛ/ ou /e/. La lettre « o » représente à la fois les sons /ɔ/ ou /o/. Il n'y a généralement pas de distinction orthographique entre les deux sons représentés par chaque lettre, bien que des signes diacritiques soient utilisés dans certains cas (voir la section Diacritiques plus bas). Dans les syllabes sans accent tonique, seuls les sons /e/ et /o/ sont prononcés.
Les lettres « i » et « u », en plus de représenter respectivement les sons /i/ et /u/, représentent aussi les semi-voyelles /j/ et /w/, lorsqu'elles sont dans une syllabe sans accent tonique et devant une autre voyelle. De plus, un « i » sans accent tonique peut signifier que la consonne précédente (ou suivante) est palatale (voir plus bas).

### C et G
Les lettres « c » et « g » représentent les consonnes /k/ et /g/ lorsqu'elles apparaissent devant « a », « o » ou « u » et « h ».
Par contre, lorsqu'elles apparaissent devant « i » ou « e », elles représentent les sons /tʃ/ (c'est-à-dire « tch ») et /dʒ/ (c'est-à-dire « dj »), respectivement.
La lettre « i » peut également signifier que le « c » ou le « g » précédent est palatal, comme dans cia (/tʃa/), ciu (/tʃu/), etc. La lettre « h » est utilisée entre le « c » et le « e », ou entre le « c » et le « i »  pour donner au « c » un son  /k/ régulier, le  « h » lui-même étant muet. Ainsi, « che » représente les sons /ke/ ou /kɛ/ et « chi représente le son /ki/.
|           | Devant une des voyelles a, o, u | Devant une des voyelles a, o, u | Devant une des voyelles i, e | Devant une des voyelles i, e |
| --------- | ------------------------------- | ------------------------------- | ---------------------------- | ---------------------------- |
| Occlusive | c                               | caramella /kaɾaˈmɛlla/          | ch                           | china /ˈkina/                |
| Occlusive | g                               | gallo /ˈgallo/                  | gh                           | ghiro /ˈgiro/                |
| Affriquée | ci                              | ciaramella /tʃaɾaˈmɛlla/        | c                            | Cina /ˈtʃina/                |
| Affriquée | gi                              | giallo /ˈdʒallo/                | g                            | giro /ˈdʒiro/                |

La lettre « g » est aussi utilisée pour indiquer que le « L » ou le « n » suivant est palatal (sauf dans le cas de mots étrangers). Dans le cas d'un « L », un « i » est ensuite nécessaire : « famiglia » / faˈmiʎʎa/ (famille).
Le digramme « sc » devant « i » ou « e » est utilisé pour représenter le son  /ʃ/. 
Les sons /ʎ/, /ɲ/, et /ʃ/ sont géminés lorsqu'ils se situent entre deux voyelles.

### Autres lettres

#### La lettreH
La lettre « h » au début d'un mot est muette. Elle est utilisée pour distinguer orthographiquement les mots ho, hai, ha, hanno (indicatif présent du verbe avere (avoir)) des mots o (ou), ai (aux), a (à) et anno (année), sans qu'il n'y ait de différence de prononciation. « H » est également utilisée en combinaison avec d'autres lettres (voir plus haut). Dans les mots empruntés à d'autres langues, le « h » demeure muet même s'il est aspiré dans la langue d'origine :  « hovercraft » /ˈoverkraft/.

#### La lettreZ
La lettre « z » représente soit une consonne affriquée alvéolaire voisée (c'est-à-dire un son « dz » comme dans le mot pizza en français mais non en italien, ou comme dans le mot ozono en italien), soit une consonne affriquée alvéolaire sourde (c'est-à-dire un son « ts » comme dans le mot tsar en français, ou grazie en italien).

#### La lettreS
La lettre « s » représente soit le son /s/, au début ou à la fin d'un mot ou à côté d'une consonne (comme dans les mots italiens sacco, ananas, nostro), soit le son /z/ (comme dans le mot italien rosa). Pour parvenir à un son /s/ entre deux voyelles, on en met deux (comme dans le mot rosso, rouge), exactement comme en français.

#### La lettreR
La lettre « r » représente soit une consonne battue alvéolaire voisée (c'est-à-dire le son /ɾ/), soit une consonne roulée alvéolaire voisée (c'est-à-dire le son /r/).

#### Les lettres étrangères
Les lettres « j » (i lunga), « k » (cappa), « w » (doppia vu), « x » (ics) et « y » (ipsilon) ne sont pas considérées comme faisant partie de l'alphabet italien standard, mais sont utilisées dans les mots empruntés à d'autres langues (par exemple : jeans, whisky et taxi, même si l'on trouve encore l'ancienne orthographe tassì).
Le « j » en italien n'est qu'une variation orthographique à l'ancienne de la lettre « i », utilisée au début du prénom Jacopo, ainsi que dans quelques noms de localités italiennes comme Bajardo, Bojano, Buja, Castel di Judica, Jacurso, Jelsi, Jenne, Jerago con Orago, Jerzu, Jesi, Jesolo, Jolanda di Savoia, Jonadi, Joppolo, Lajatico, Letojanni, Majano, Mezzojuso, Mojo Alcantara, Montalbano Jonico, Pietraroja, Raccuja, Reana del Rojale, San Giuseppe Jato, Scanzano Jonico, Torre Cajetani, Vajont, Vejano, etc. On le retrouve aussi dans l'épellation Mar Jonio (aussi épelé Mar Ionio) pour la mer Ionienne. Il est également présent dans certains mots provenant de dialectes italiens, mais son utilisation n'est pas encouragée dans la langue contemporaine.

### Diacritiques
Les voyelles peuvent porter des accents aigus ou graves (le plus souvent). Les mots ne portent normalement d’accents graphiques que sur la dernière syllabe lorsque celle-ci est phonétiquement accentuée ou dans de rares cas pour éviter une homonymie.
La voyelle « à » porte toujours l’accent grave. La voyelle « e » peut avoir deux timbres et prend donc l’accent aigu lorsqu’elle indique un « é » fermé /e/ et l’accent grave lorsqu’il s’agit d’un « è » ouvert, même si cette règle n'est pas toujours respectée (perché, pourquoi, parce que, est aussi écrit et prononcé perchè) /ɛ/.
Pour « i » et « u », l’usage semble privilégier l’accent grave « ì », « ù », mais on trouve encore des défenseurs de l’accent aigu « í », « ú », beaucoup plus adhérent à la réalité phonétique, /i/ et /u/ étant les deux voyelles les plus fermées du système vocalique italien.
La voyelle « o » a elle aussi deux timbres, /o/ et /ɔ/, mais à la finale elle est toujours ouverte « ò ». On trouve néanmoins des accents, facultatifs, à l'intérieur des mots, destinés à éviter les confusions : articolatóri, pluriel d'articolatóre (« articulateur ») différant ainsi de articolatòri, pluriel d' articolatòrio (« articulatoire »).
L'accent circonflexe peut être utilisé pour marquer la contraction de deux voyelles, en particulier deux « i ». Par exemple, il pourrait être utilisé pour distinguer des mots comme geni (gènes) et genî (génies). Cependant, son utilisation est très rare et perçue comme archaïque.

## Histoire
L'alphabet italien est basé sur celui de l'alphabet latin, qui contient les 23 lettres suivantes :
Aa Bb Cc Dd Ee Ff Gg Hh Ii Kk Ll Mm Nn Oo Pp Qq Rr Ss Tt Vu Xx Yy Zz
Les caractéristiques principales de cet alphabet latin sont les suivantes :
- On ne distingue pas, orthographiquement, les sons correspondants aux lettres « U » et « V ». Le son de la voyelle comme celui de la consonne y sont indiqués par la lettre « V ». La distinction entre « U » et « V » que l'on retrouve dans les textes italiens contemporains résulte d'un choix fait par les éditeurs pour faciliter la lecture.
- La lettre « I » représente deux sons : celui de la voyelle /i/ et de la semi-voyelle yi.
- La lettre « K » n'est utilisée que dans quelques mots qui conservent la graphie latine archaïque, qui exigeait toujours un « K » devant un « A », comme dans « kalendae »)
- Les lettres « Y » et « Z » ne sont utilisées que dans les mots grecs, tout comme les combinaisons « PH » et « TH »

Anciennement, les lettres n'avaient qu'une forme unique, semblable aux majuscules d'aujourd'hui. Au cours du Moyen Âge, on commence à utiliser dans les mêmes textes deux styles différents, un nommé "majuscule" (réservé aux titres et aux premières lettres de certains mots) et un nommé "minuscule" (réservé pour le reste du texte). Par la suite, les lettres minuscules commencent à être utilisées avec les majuscules. 
Les lettres « I », « V » et « S » possèdent chacune deux minuscules distinctes, qui ne représentent pas des sons différents. Le choix d'une forme de minuscule ou de l'autre est basé sur des critères esthétiques déterminés par la position de la lettre dans le mot (Un phénomène qui existe aujourd'hui pour le sigma minuscule grec ainsi que pour les lettres des alphabets hébreu et arabe). En latin, donc, la forme v ne s'utilise qu'au début d'un mot et la forme s seulement à la fin ou après un autre S. « Vinum », « unus », « uva » et « sessiones » s'écrivent donc : vinum, vnus, vua e ſeſsiones
Vers le XVIe siècle, le S long minuscule (« ſ ») cesse d'être utilisée, excepté en allemand où encore aujourd'hui on le retrouve à gauche de la lettre « ß ». 
Les deux formes de « I » et de « V » mènent à la création de deux lettres distinctes : « i » et « j », ainsi que « u » et « v » (en plus de la création des majuscules correspondantes « J » et « U »). Ces nouvelles lettres sont attribuées à Gian Giorgio Trissino, qui proposa également, avec moins de succès cette fois, d'utiliser les deux formes du « S » ainsi que les lettres grecques « ε » et « ω » pour distinguer les deux sons correspondant à chacune des lettres « S », « E » et « O ».
La règle des lettres « X » et « Y » après une lettre « K »  est éliminée dès le Moyen Âge. Le « J » est utilisé du XVIe siècle jusqu'au début du XXe siècle, soit pour indiquer le son semi-consonne du « I » (« jella »), ou alors le son du « I » entre deux voyelles (« grondaja », « aja »), ainsi que comme signe typographique pour le double « I » (« principj »). 
Jusqu'au milieu du XXe siècle, les lettres « I » et « J » sont considérées comme équivalentes du point de vue de l'ordre alphabétique dans les encyclopédies et les dictionnaires italiens.